# Pasarela (canción de DJ Nelson y Dálmata)
«Pasarela» es una canción del productor discográfico puertorriqueño DJ Nelson y el cantante puertorriqueño Dálmata. Se lanzó el 27 de febrero de 2007 a través de Universal Music Latino, como parte del segundo álbum de estudio de DJ Nelson, Flow la discoteka 2 (2007), y el álbum de Ñejo & Dálmata, Broke & Famous (2007).

## Vídeo musical
El video musical fue grabado en 2007 y en el podemos ver al exponente cantando mientras diferentes mujeres hacen una pasarela bailando al ritmo de la canción y posteriormente se ve al cantante tratando de seducir a una chica hablándole al oído.

## Posicionamiento
| Listas (2007)                          | Mejor posición |
| -------------------------------------- | -------------- |
| Estados Unidos (Hot Latin Songs)       | 48             |
| Estados Unidos (Latin Rhythm Airplay)  | 35             |
| Estados Unidos (Latin Tropical Airpay) | 10             |